# Zeppelin (Uhrenmarke)

Logo der Uhrenmarke Zeppelin

Zeppelin ist eine deutsche Uhrenmarke, die von der PointTec Products Electronic GmbH aus Ismaning hergestellt und vertrieben wird. Zur Kollektion gehören mechanische Armbanduhren mit Miyota-Werken (Citizen Watch), sowohl mit Handaufzugs- als auch mit Automatikwerk und Quarzuhren, die meist mit schweizerischen Ronda-Werken ausgestattet sind.
Die Uhren werden im thüringischen Ruhla gefertigt.

## Geschichte

Ronda startech Quarzuhrwerk 5040.F

PointTec wurde 1988 durch Willi Birk in Ismaning bei München gegründet mit dem Ziel, den preisgünstigen asiatischen Uhren, die damals im Zuge der Quarzkrise auch den deutschen Uhrenmarkt überschwemmten, eine qualitative europäische Alternative entgegenzusetzen. Die deutsche Uhrenindustrie war dadurch fast zum Erliegen gekommen und viele Unternehmen gingen in die Insolvenz, die Zahl der Beschäftigten in der traditionellen Uhrenbranche sank massiv.
In den 1990er-Jahren erwarb PointTec die Lizenzrechte für den Namen „Zeppelin“ und stellt seit 2002 Uhren unter diesem Namen her. Der Name Zeppelin ist dabei eine Reminiszenz an den deutschen Luftfahrtpionier Ferdinand Graf von Zeppelin (1838–1917).
Die Uhren sind optisch stark angelehnt an die Zeiten des deutschen Luftschiffbaus der ersten Jahrzehnte des 20. Jahrhunderts.
Preislich bewegen sich die Zeitmesser zwischen etwa 150 und 2000 Euro.

## Uhrenmodelle (Auswahl)

Die Zeppelin LZ129 „Hindenburg“ mit Mondphasenanzeige

- Zeppelin 76801_s Serie 100 Jahre Zeppelin.
- Zeppelin 8670-3 Serie 100 Jahre Zeppelin.
- Zeppelin 7656-5 Serie LZ127 Graf Zeppelin.
- Zeppelin 7048-3 Serie LZ129 Hindenburg.
- Zeppelin 8644-3 Serie LZ126 Los Angeles.
- Zeppelin 7135-5 Serie LZ120 Rome Lady.
- Zeppelin 7154 Serie LZ120 Rome.